# Bonifacio II di Toscana
Bonifacio II di Toscana, o Bonifacio II di Lucca, o Bonifacio II di Tuscia (788? – 846 o 847), fu marchese di Toscana dall'828 all'834 e prefetto della Corsica.

## Biografia

### Ascendenza
Era figlio di Bonifacio I di Toscana di cui divenne erede, e discendente di una famiglia di origine bavarese.
Visse nel periodo storico della dinastia carolingia e non sono noti con certezza l'anno di nascita (qualcuno lo pone nel 788 altri nell'800) e quello di morte (potrebbe essere l'846 o l'847). Come il padre fu grande feudatario dell'imperatore del Sacro Romano Impero e fedele sostenitore di Ludovico il Pio.
Fu signore di Lucca (Marca di Tuscia) e a capo di varie spedizioni contro la pirateria dei saraceni che minacciava il mar Tirreno settentrionale, dalla Corsica sino alle coste della Toscana. Per questo, oltre che margravio di Toscana, dall'828 venne nominato prefetto di Corsica
Secondo la tradizione attorno all'830, durante le sue campagne militari contro gli attacchi dei saraceni, fondò un piccolo borgo vicino alla cittadina romana di Calcosalto in Corsica, per erigervi una fortificazione, e la città prese in seguito il nome di Bonifacio in suo onore. La cittadina poi venne abitata da coloni toscani provenienti soprattutto dalle province di Lucca e di Pisa, che in seguito vennero espulsi quando il territorio venne controllato dai genovesi, a partire dal 1490.
Nelle lotte tra Ludovico il Pio e Lotario I, il marchese Bonifacio rimase fedele al primo, liberando la moglie di Ludovico, Giuditta di Baviera reclusa a Tortona. Con la sconfitta di Ludovico e la conseguente elezione a re d'Italia di Lotario venne privato della marca e cadde in disgrazia. Trascorse gli ultimi anni della sua vita in esilio in Francia.

## Famiglia e figli
Probabilmente era sposato con Berta da cui, sembra, ebbe:
- Adalberto I di Toscana, che fu anch'egli margravio[2][3];
- Berardo.

## Riconoscimenti
- Lo stretto di mare che separa Corsica e Sardegna ha preso il nome di Bocche di Bonifacio in suo ricordo.
- Nella Corsica del Sud la cittadina di Bonifacio viene così chiamata in suo onore, anche per ricordare la fortificazione che il prefetto vi fece costruire per contrastare gli assalti arabi dal mare[4].